# Xerox
A Xerox Holding (Xerox Holding Corporation, vagy röviden Xerox [ˈzɪərɒks]) amerikai cég, amely  nyomdai és digitális dokumentumtermékeket forgalmaz több mint 160 országban.
Bár a cég központja Norwalk (Connecticut) – ahová 2007 októberében költözött Stamfordból –, a legtöbb alkalmazott a rochesteri központban dolgozik, ahol a céget eredetileg alapították. Nagy fejlesztőcégként stabil helyen szerepel a cégek Fortune 500-as listájában.
2016. december 31-én a Xerox (főként a 2010 elején, 6,4 milliárd dollárért megvásárolt Affiliated Computer Services cég tevékenységére alapozva) kiszervezte üzleti szolgáltatásait az újonnan létrehozott Conduent cégbe, míg a Xerox tőzsdei cégként (NYSE) továbbra is a nyomdai és elektronikus dokumentációs termékekkel, és az ezzel kapcsolatos üzlettel foglalkozik.
A Xerox kutatói – jelentős részben a Xerox PARC tevékenységének köszönhetően – számos, a mindennapokban használt számítástechnikai technológia kifejlesztésében vettek részt. Ilyen többek között a lézernyomtató, az ethernet, a modern személyi számítógép, a grafikus felület és a desktop paradigma, az objektumorientált programozás, az „ubiquitous computing” (mindenütt jelenlevő számítógépek), elektronikus papír, amorf szilícium (a-Si) alkalmazások, a számítógépes egér és a magas integráltságú (VLSI) félvezető.
A fejlesztéseket az Apple és később a Microsoft alkalmazta (bár azokat nem licencelték vagy vásárolták meg). A Xerox 1986-ban – jóval az IBM és a Microsoft előtt – kiadta 6085-ös asztali kiadványszerkesztő rendszerét, de a gyenge minőségű operációs rendszer, az elavult merevlemez (a 20 MB-os diszk 18 kg-nál is többet nyomott) és a lassú szoftver (egy oldal megjelenítése egy teljes másodpercig tartott) akadályozta elterjedését: az Apple, IBM (Microsoft) hardver- és szoftverkomponensei sokkal használhatóbbnak bizonyultak.
A Xerox forgalmazta 4045-ös asztali lézernyomtatóját, amely az akkor szokásos 5000 lap helyett mintegy 50 000 lapra elég festéket tartalmazott, de a modell nem terjedt el, és a cég ezt az irányt feladva inkább fő tevékenységeire koncentrált.

## Története

### Xerox 914
A vállalat 1959-ben vált ismertté a Xerox 914, „minden idők legsikeresebb egyedi terméke” bemutatásával. A 914-est, az első közönséges papírral működő fénymásolót Chester Carlson és John H. Dessauer fejlesztette ki; olyan népszerű volt, hogy 1961 végére a Xerox közel 60 millió dolláros bevételt ért el. A terméket egy innovatív reklámkampánnyal adták el, amely azt mutatta be, hogy még a majmok is képesek másolatot készíteni egy gombnyomással – az egyszerűség a Xerox-termékek és felhasználói felületek alapjává vált. A bevételek 1965-re 500 millió dollár fölé ugrottak.

### Xeronic Computer Printer
1956-ban a Haloid közös vállalatot hozott létre az Egyesült Királyságban a Rank Organisationnel, amelynek Rank Precision Industries Ltd. leányvállalatát bízták meg az amerikai termékek angolosításával. A Rank's Precision Industries fejlesztette ki a Xeronic számítógépes nyomtatót, és a Rank Data Systems Ltd-t hozták létre a termék piacra dobására. Ez katódsugárcsöveket használt a mikrofilmképekből átlapozható karakterek és formák előállítására.
Kezdetben azt tervezték, hogy a Ferranti és az AEI számítógépgyártó cégek on-line perifériaként értékesítik a Xeronicot, de az interfészproblémák miatt a Rank áttért a mágnesszalagos off-line technikára. 1962-ben a Lyons Computers Ltd. megrendelést adott le a LEO III számítógéppel való használatra, a nyomtatót 1964-ben szállították le. Percenként 2888 sort nyomtatott, ami lassabb volt, mint a célul kitűzött 5000 sor nyomtatása percenként.

### Az 1960-as évek
Az 1960-as években a Xerox meghatározó pozíciót töltött be a fénymásolók piacán. 1960-ban a New York állambeli Websterben megnyitották a Wilson Center for Research and Technology nevű xerográfiai kutatóközpontot. 1961-ben a vállalat nevét Xerox Corporationre változtatta. 1961-ben a Xerox törzsrészvényeit (XRX) bevezették a New York-i tőzsdére, 1990-ben pedig a chicagói tőzsdére.
1963-ban a Xerox bemutatta a Xerox 813-at, az első asztali sima papírmásolót, megvalósítva Carlson elképzelését egy olyan fénymásolóról, amely bármelyik íróasztalon elfér. Tíz évvel később, 1973-ban egy egyszerű, analóg, színes fénymásoló következett, amely a 914-es modellre épült. Magát a 914-est fokozatosan felgyorsították a 420-as és 720-as modellé. A 813-asból hasonlóképpen fejlődött a 330-as és 660-as, és végül a 740-es asztali mikrofilmnyomtató.
A Xerox első próbálkozása a sokszorosítás területén – a másolástól eltérően – az 1966-ban bemutatott Xerox 2400-as modellel történt. A típusszám az egy óra alatt előállított nyomatok számát jelölte. Bár nem volt olyan gyors, mint az ofszetnyomtatás, ez a gép vezette be az iparág első automatikus dokumentumadagolóját, papírvágó és perforáló berendezését, valamint kollátorát (szortírozóját). Ezt a terméket hamarosan ötven százalékkal felgyorsították, és a Xerox 3600 Duplicator nevet kapta.
Eközben egy kis laboratóriumi csapat 914-es fénymásolót kölcsönzött és módosított rajta. A laboratórium kifejlesztette az úgynevezett távolsági xerográfiát (LDX), amellyel két fénymásolót lehetett összekapcsolni a nyilvános telefonhálózat segítségével, így az egyik gépen beolvasott dokumentumot a másik gépen ki lehetett nyomtatni. Az LDX rendszert 1964-ben vezették be. Sok évvel később ez a munka a Xerox távmásolóiban teljesedett ki, amelyek a mai faxkészülékek alapját képezik. A mai multifunkciós fénymásolókban található faxfunkció hűen követi Carlson eredeti elképzelését ezekről a készülékekről.
1968-ban C. Peter McColough, a Haloid és a Xerox régi vezetője lett a Xerox vezérigazgatója. 1968-ban a vállalat a New York-i Rochester belvárosában található Xerox Square-en összevonta központját a 30 emeletes Xerox Towerrel.
A Xerox felvásárlások sorozatába kezdett. 1962-ben megvásárolta a University Microfilms International, 1963-ban az Electro-Optical Systems,1967-ben pedig az R. R. Bowker céget. 1969-ben a Xerox felvásárolta a Scientific Data Systems (SDS) vállalatot, amelyet átnevezett Xerox Data Systems (XDS) részlegre, és amely az 1960-as és 1970-es években gyártotta a Sigma sorozatot és az azt követő XDS 5xx sorozatú nagyszámítógépeket. A Xerox 1975-ben eladta az XDS-t a Honeywellnek.

## Fordítás
- Ez a szócikk részben vagy egészben  a   Xerox című angol Wikipédia-szócikk fordításán alapul.  Az eredeti cikk szerkesztőit annak laptörténete sorolja fel. Ez a jelzés csupán a megfogalmazás eredetét és a szerzői jogokat jelzi, nem szolgál a cikkben szereplő információk forrásmegjelöléseként.